# Цернолево
Цернолево (також Црнолево, Црно Лево; алб. Cernaleva; серб. Црнолево / Crnolevo) — село на північному сході Албанії.

## Географія
Входить до складу громади Шіштавец округу Кукес на південних схилах гори Коритник. Розташоване в албанській частині історичної області Гора. Основним населенням якої є етнічна група горанці. Поряд з горанцями частина жителів села становлять також албанці. Крім села Цернолево, горанці в Албанії живуть також в селах Бор'є, Запод, Кошаріште, Оргоста, Орешек, Очікле, Пакіша та Шіштевац.
Поруч з селом Цернолево (на південному сході) розташоване горанське село Орешек.

## Історія
Після Другої Балканської війни 1913 року частина території Гори, на якій розташоване село Цернолево, була передана Албанії. У 1916 році під час експедиції в Македонію і Поморав'є село відвідав болгарський мовознавець Стефан Младенов, за його підрахунками в селі в той час було близько 55 будинки.
Згідно з рапортом головного інспектора-організатора болгарських церковних шкіл в Албанії Сребрена Поппетрова, складеним в 1930 році, в селі Цернолево налічувалося близько 60 будинків.